# Leon Uris

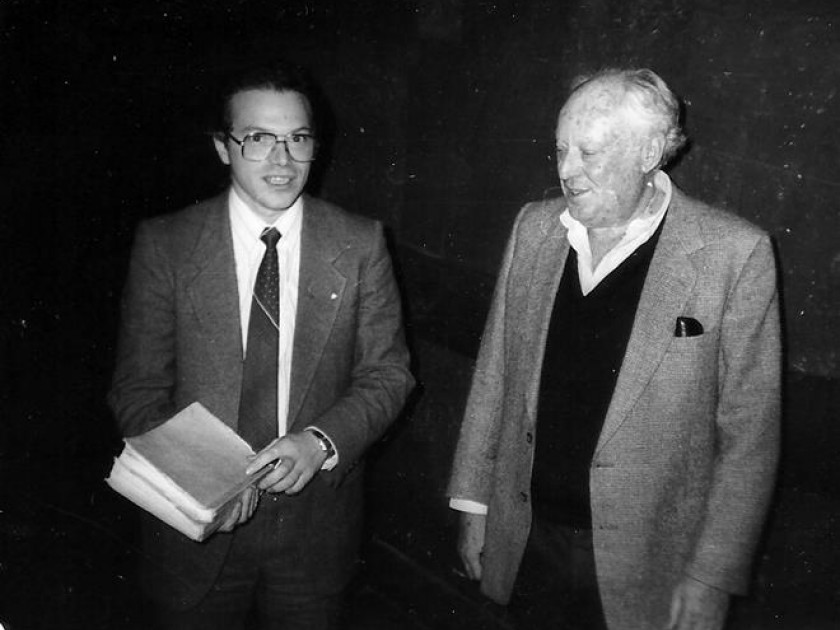
Leon Uris (rechts) in 1989

Leon Marcus Uris (Baltimore, 3 augustus 1924 – New York, 21 juni 2003) was een Amerikaanse schrijver. 
Uris werd geboren in Baltimore, Maryland. Hij werd het meest bekend door zijn boek Exodus, over de strijd van Joden voor de stichting van een eigen staat. Dit boek werd ook verfilmd en in meer dan vijftig talen vertaald. De meeste van zijn boeken speelden in de geschiedenis van de 20ste eeuw, rond personen die actief deel uitmaakten van dramatische gebeurtenissen en ontwikkelingen.
Uris was van Joodse afkomst. Hij was de zoon van William en Anna (Blumberg) Uris, Poolse immigranten. Zijn vader was behanger, later winkelier.
Uris maakte de middelbare school nooit af. Op 17-jarige leeftijd nam hij dienst bij het Amerikaanse marinekorps en diende van 1942-1945 tijdens de Tweede Wereldoorlog in de Stille Zuidzee en bij Nieuw-Zeeland. Hij kwam thuis met malaria en ging om te herstellen naar San Francisco. Daar ontmoette hij Betty Becks, met wie hij datzelfde jaar trouwde, en kreeg hij een baantje als chauffeur bij een krant.

## Schrijverscarrière
Als kind al schreef Uris graag verhalen. In 1950 kon hij een artikel over American football kwijt aan het blad Esquire en vanaf toen was de geest uit de fles: Uris werd fulltime schrijver.
In 1953 werd Battle Cry gepubliceerd, een verslag van zijn marinierservaringen. Hij schreef zelf het scenario voor de op dit boek gebaseerde film, waarvoor hij naar Hollywood verhuisde. Terloops produceerde hij ook een filmscenario voor de western Gunfight at the O.K. Corral (1957), waarin Burt Lancaster en Kirk Douglas meespeelden. 
In 1955 kwam zijn boek Angry Hills uit, een spionageroman over een Joodse Brigade uit Palestina die met de Engelsen meevocht in Griekenland. Het boek werd in 1959 verfilmd met Robert Mitchum in de hoofdrol.
In 1956 werd Uris oorlogscorrespondent tijdens de Arabisch-Israëlische oorlog. 
In 1958 schreef hij zijn bestseller Exodus. In 1960 werd de film uitgebracht, maar Uris was het niet eens met de inhoud en distantieerde zich ervan. De regisseur van de film, Otto Preminger, zelf een Jood, vond het boek anti-Arabisch en anti-Brits en wijzigde het perspectief zo dat de film in zijn ogen de waarheid en de historische feiten beter weergaven dan het boek. Belangrijke historische achtergronden als de getto's, de pogroms en ideeën van het zionisme werden evenwel niet in het door Dalton Trumbo geschreven scenario meegenomen. Paul Newman speelde in deze film een van de hoofdrollen. 
In 1960 schreef Uris Israel en Exodus Revisted (Engelse titel: In the Steps of Exodus (1962) (In de voetstappen van Exodus).
In 1961 kwam een andere succesvolle roman van Uris uit: Mila 18, waarvoor hij in Oost-Europa onderzoek had gedaan. Het verhaal speelt rond de Joodse opstand in het getto van Warschau in 1943. In 1963 schreef hij Armageddon: A Novel of Berlin (Armageddon: een Berlijnse roman).
In 1965 scheidde Uris van zijn vrouw Betty.
In 1968 verscheen de spionagethriller Topaz, over de Franse inlichtingendienst, waardoor Uris in conflict kwam met de Franse regering. Hollywoordregisseur Alfred Hitchcock, met onder anderen Claude Jade, Michel Piccoli en Philippe Noiret, zag wel iets in het verhaal, maar  verslikte zich er danig in. Door tegenstand van de toenmalige Franse minister van Cultuur, André Malraux, moest hij twee keer opnieuw beginnen met filmen, en uiteindelijk flopte het hele project (Topaz, 1969).
The Third Temple (De derde tempel) schreef hij in 1967.
In 1968 hertrouwde Uris met Margery Edwards, die al in 1969 overleed. Een jaar later trouwde hij met de fotografe Jill Peabody. Ze zouden drie kinderen krijgen. Jill werd hoofdredacteur en mede-uitgever van twee van zijn boeken. 
In 1970 verscheen de roman QB VII (Queen's Bench Seven), die hij schreef naar aanleiding van een aanklacht wegens smaad en de daaropvolgende rechtszaak die tegen hem en zijn uitgever was aangespannen door een Duitse chirurg die in het boek Mila 18 met naam en toenaam werd genoemd als een van de medici die tijdens de Tweede Wereldoorlog onmenselijke experimenten op Joden hadden uitgevoerd.
In 1971 werd een toneelbewerking van Exodus opgevoerd onder de titel Ari.
In 1975 had Uris zijn aandacht verlegd naar Ierland met zijn roman Ireland, a terrible Beauty (Ierland, een verschrikkelijke schoonheid) en in 1976 met Trinity (Drie-eenheid), een kroniek van een Ierse boerenfamilie tussen 1840 en 1916. Beide boeken schreef hij met de hulp van zijn vrouw Jill. Zij redigeerde ook zijn boek Jerusalem: a Song of Songs, dat uitkwam in 1981.
In 1984 schreef Uris The Haj, over de levens van Palestijnse Arabieren van de  Eerste Wereldoorlog tot de Suezcrisis van 1956. Hoewel hij de geschiedenis liet zien door de ogen van Arabieren, werd hij na het verschijnen van het boek  niettemin bedreigd door verschillende extremistische Arabische groeperingen.
In 1988 verscheen Mitla Pass, een semi-autobiografische roman over de campagne in de Sinaï tijdens de Arabisch-Israëlische oorlog van 1956.
In 1995 schreef hij Redemption, een vervolg op de Ierse roman Trinity.
Zijn laatste roman, A God in Ruins kwam uit in 1999. Dit boek bestaat uit terugblikken van een verteller in de Verenigde Staten aan de vooravond van de presidentsverkiezingen van 2008.
Op 21 juni 2003 overleed Uris op 78-jarige leeftijd.

## Filmografie
- 1955  Battle Cry;  E;  149 min; regie: Raoul Walsh; hoofdrollen: Van Heflin, Aldo Ray
- 1959  The Angry Hills;  E;  105 min.; regie: Robert Aldrich; hoofdrollen: Robert Mitchum, Stanley Baker
- 1960  Exodus;  E;  min.;  208 min; regie: Otto Preminger; hoofdrollen: Paul Newman, Eva Marie Saint
- 1969  Topaz;  E;  143 min; regie: Alfred Hitchcock; hoofdrollen: Frederick Stafford, Dany Robin
- 1974  QB VII,  mini serie;  E;  390 min.;  regie: Tom Gries; hoofdrollen: Ben Gazzara, Anthony Hopkins

- Bibsys: 90182251
- Biblioteca Nacional de Chile: 000035977
- Biblioteca Nacional de España: XX1145750
- Bibliothèque nationale de France: cb11927359f (data)
- CiNii: DA05207265
- Gemeinsame Normdatei: 120162199
- International Standard Name Identifier: 0000 0001 1068 1901
- Library of Congress Control Number: n50045792
- Nationale Bibliotheek van Letland: 000119472
- Bibliotheek van het Japanse parlement: 00459408
- Nationale Bibliotheek van Tsjechië: jo2002100671
- Nationale bibliotheek van Australië: 35573975
- Nationale Bibliotheek van Israël: 987007269357905171
- Nationale Bibliotheek van Polen: a0000001144158
- Nationale en Universitaire bibliotheek Zagreb: 000006162
- Nederlandse Thesaurus van Auteursnamen: 068745443
- Réseau des bibliothèques de Suisse occidentale: 02-A003922996
- Istituto Centrale per il Catalogo Unico: CFIV016583
- LIBRIS: 229567
- SNAC: w6x64301
- Système universitaire de documentation: 02717283X
- Trove: 1000708
- Virtual International Authority File: 66474442
- WorldCat: E39PBJgXfmvGdmdGFy4hpttxjC